# Journal of Biology (Vietnam)
Journal of Biology (Vietnam), Tạp chi ̕sinh học (abreviado J. Biol. (Vietnam)) es una revista con ilustraciones y descripciones botánicas que es editada en Hanói desde el año 1987 hasta ahora.